# Yudai Nitta
Pour les articles homonymes, voir Nitta.
Yudai Nitta (新田 祐大, Nitta Yūdai, né le 25 janvier 1986 à Aizuwakamatsu) est un coureur cycliste japonais, spécialiste des épreuves de vitesse sur piste.

## Biographie
En 2004, Yudai Nitta remporte sa première médaille internationale avec l'argent du tournoi de vitesse aux Jeux asiatiques juniors. Deux ans plus tard, avec Kazuya Narita et Kazunari Watanabe, il décroche la médaille d'or de la vitesse par équipes aux Jeux asiatiques. Dans les années suivantes, il remporte de nombreuses autres médailles aux championnats et jeux asiatiques. 
En 2012, il participe aux Jeux olympiques à Londres et se classe huitième de la vitesse par équipes avec Seiichiro Nakagawa et Kazunari Watanabe. En 2013, il gagne deux médailles d'or aux Jeux de l'Asie de l'Est en vitesse et sur le kilomètre. 
En plus des compétitions internationales organisées par l'Union cycliste internationale, Nitta connait de nombreux succès sur le lucratif circuit de keirin japonais. Il a gagné deux millions de dollars de prix en un an seulement en 2015. Afin d'atteindre son objectif de devenir le « meilleur coureur de keirin du monde », il a temporairement déménagé son lieu d'entraînement à Adélaïde, en Australie, pour bénéficier d'une piste cyclable couverte là-bas, contrairement au Japon. En avril 2016, il est rejeté comme candidat aux Jeux olympiques de Rio de Janeiro. Le même mois, il tient une conférence de presse pour créer l'équipe « Dream Seeker », qu'il représente, et annonce que son objectif est de participer aux Jeux olympiques à l'avenir, en décrochant sa qualification via les points UCI, en dehors de l'équipe nationale. Au classement général de la Coupe du monde de keirin 2017-2018, il se classe septième.
En 2019, il devient vice-champion du monde de keirin. En 2019 et 2020, il est champion d'Asie de vitesse par équipes, les deux fois avec Kazuki Amagai et Tomohiro Fukaya.

## Palmarès

### Jeux olympiques
- Londres 2012
  - 8e de la vitesse par équipes
- Tokyo 2020
  - 26e de la vitesse individuelle
  - 16e du keirin

### Championnats du monde
- Pruszków 2009
  - 8e de la vitesse par équipes
  - 18e du kilomètre
- Ballerup 2010
  - 10e de la vitesse par équipes
  - 21e du kilomètre
  - 29e de la vitesse individuelle
- Apeldoorn 2011
  - 10e de la vitesse par équipes
  - 16e du kilomètre
  - 37e de la vitesse individuelle
- Melbourne 2012
  - 12e du kilomètre
  - 12e du keirin
  - 31e de la vitesse individuelle
- Minsk 2013
  - 7e de la vitesse par équipes
  - 11e du kilomètre
  - 25e du keirin
- Hong Kong 2017
  - 7e de la vitesse par équipes[3]
  - 25e du keirin (éliminé au repêchage du premier tour)[4]
- Apeldoorn 2018
  - 8e de la vitesse par équipes[5]
  - 19e du keirin[6]
- Pruszków 2019
  -  Médaillé d'argent du keirin
  - 10e de la vitesse par équipes[7]

### Coupe du monde
- 2008-2009
  - 2e de la vitesse par équipes à Melbourne
- 2018-2019
  - 2e de la vitesse par équipes à Hong Kong
  - 3e du keirin à Cambridge
- 2019-2020
  - 1er de la vitesse par équipes à Cambridge (avec Kazuki Amagai et Tomohiro Fukaya)
  - 1er de la vitesse par équipes à Brisbane (avec Yoshitaku Nagasako et Tomohiro Fukaya)
  - 3e de la vitesse à Cambridge

### Coupe des nations
- 2021
  - 1er de la vitesse à Hong Kong
  - 3e du keirin à Hong Kong

### Jeux asiatiques
- Doha 2006
  -  Médaillé d'or de la vitesse par équipes (avec Kazuya Narita et Kazunari Watanabe)
- Guangzhou 2010
  -  Médaillé d'argent de la vitesse par équipes
  -  Médaillé de bronze de la vitesse individuelle
- Jakarta 2018
  -  Médaillé d'argent du keirin
  -  Médaillé de bronze de la vitesse par équipes

### Championnats d'Asie
- Kuala Lumpur 2006
  -  Médaillé d'argent de la vitesse par équipes
- Nara 2008
  -  Médaillé de bronze du kilomètre
  -  Médaillé de bronze de la vitesse par équipes
- Charjah 2010
  -  Médaillé d'argent de la vitesse par équipes
  -  Médaillé de bronze du kilomètre
  -  Médaillé de bronze de la vitesse
- Kuala Lumpur 2012
  -  Médaillé d'argent de la vitesse par équipes
- Astana 2014
  -  Médaillé de bronze de la vitesse par équipes
- Nakhon Ratchasima 2015
  -  Médaillé d'argent de la vitesse par équipes
- Jakarta 2019
  -  Champion d'Asie de vitesse par équipes (avec Kazuki Amagai et Tomohiro Fukaya)
- Jincheon 2020
  -  Champion d'Asie de vitesse par équipes (avec Kazuki Amagai et Tomohiro Fukaya)
  -  Médaillé de bronze du keirin

### Jeux de l'Asie de l'Est
- 2013
  -  Médaillé d'or du kilomètre
  -  Médaillé d'or de la vitesse

### Championnats nationaux
| - 2006 - 2e du championnat du Japon du kilomètre - 2007 - Champion du Japon du kilomètre - 2008 - Champion du Japon de vitesse par équipes - 2010 - Champion du Japon du kilomètre - 2011 - Champion du Japon de vitesse - Champion du Japon de keirin - Champion du Japon de vitesse par équipes - 2014 - 2e du championnat du Japon du kilomètre | - 2016 - 3e du championnat du Japon de keirin - 2018 - 3e du championnat du Japon de vitesse - 3e du championnat du Japon de keirin - 2019 - Champion du Japon de keirin - 2020 - Champion du Japon du kilomètre - 2e du championnat du Japon de vitesse par équipes - 3e du championnat du Japon de vitesse - 2021 - Champion du Japon du kilomètre - Champion du Japon de vitesse par équipes |  |